# Ethelberga de Kent
Ethelberga de Kent (Kent, 601) va ser una de les primeres reines anglosaxones de Northúmbria, i la segona esposa del rei Edwin de Northúmbria. Després del seu matrimoni el pagà d'Anglaterra es va convertir al cristianisme.

## Biografia
Æthelburh hauria nascut a finals del segle vi, filla del rei Etelbert de Kent i la reina Berta de Kent, i germana d'Eadbald de Kent. El 625 esdevingué la segona dona d'Edwin de Northúmbria. Va posar com a condició al seu matrimoni la conversió d'Edwin al cristianisme i que es permetés a Paulí de York evangelitzar els northumbrians.
Els fills d'Æthelburh i Edwin van ser: Eanflæd, Ethelhun, Wuscfrea i Edwen. La seva filla Eanflæd va créixer sota la protecció del seu oncle, el rei Eadbald de Kent. Bede, al seu llibre Història Eclesiàstica (2.20), afirma que Æthelburh no confiava en el seu germà ni el seu successor Osvald de Northúmbria, ni els descendents masculins d'Edwin, que va enviar a la cort del rei Dagobert I (cosí de la seva mare).
La conversió del rei Edwin de Northúmbria es va deure al seu matrimoni amb Æthelburh, que el va portar al seu bisbe Pauí de York. Tant Àthelburh com la seva mare Berta van rebre cartes dels papes Gregori i Bonifaci, respectivament, que els demanaren que fessin el seu deure cristià de convertir els seus marits pagans. La seva filla Eanflaed va ser una de les primeres en ser batejada a Northumbria. Quan el rei Edwin resultés ferit l'embaràs d'Æthelburh va començar a tenir problemes, i la vida de mare i fill estava en perill. Paulí va pregar per la reina i el nen, i aquests es van recuperar. Després de la curació, tant el nen com 12 dels membres del personal reial, van ser batejats amb l'autorització d'Edwin.
Segons la llegenda reial de Kentish, després de la mort d'Edwin a la batalla de Hatfield Chase de 633, va tornar a Kent. Posteriorment, va establir un dels primers conjunts benedictins a Anglaterra, a Lyminge, prop de Folkestone, que va dirigir fins a la seva mort el 647 i on les seves restes van ser venerades.
La investigació moderna ha demostrat que els edificis de Lyminge estaven dissenyats per acollir un convent de monjos i monges. L'església està construïda a partir de la maçoneria romana, i possiblement es va construir a partir dels fragments d'una vila, una pràctica que era habitual dels anglosaxons, o podria haver estat una basílica romana.